# Oiniadai

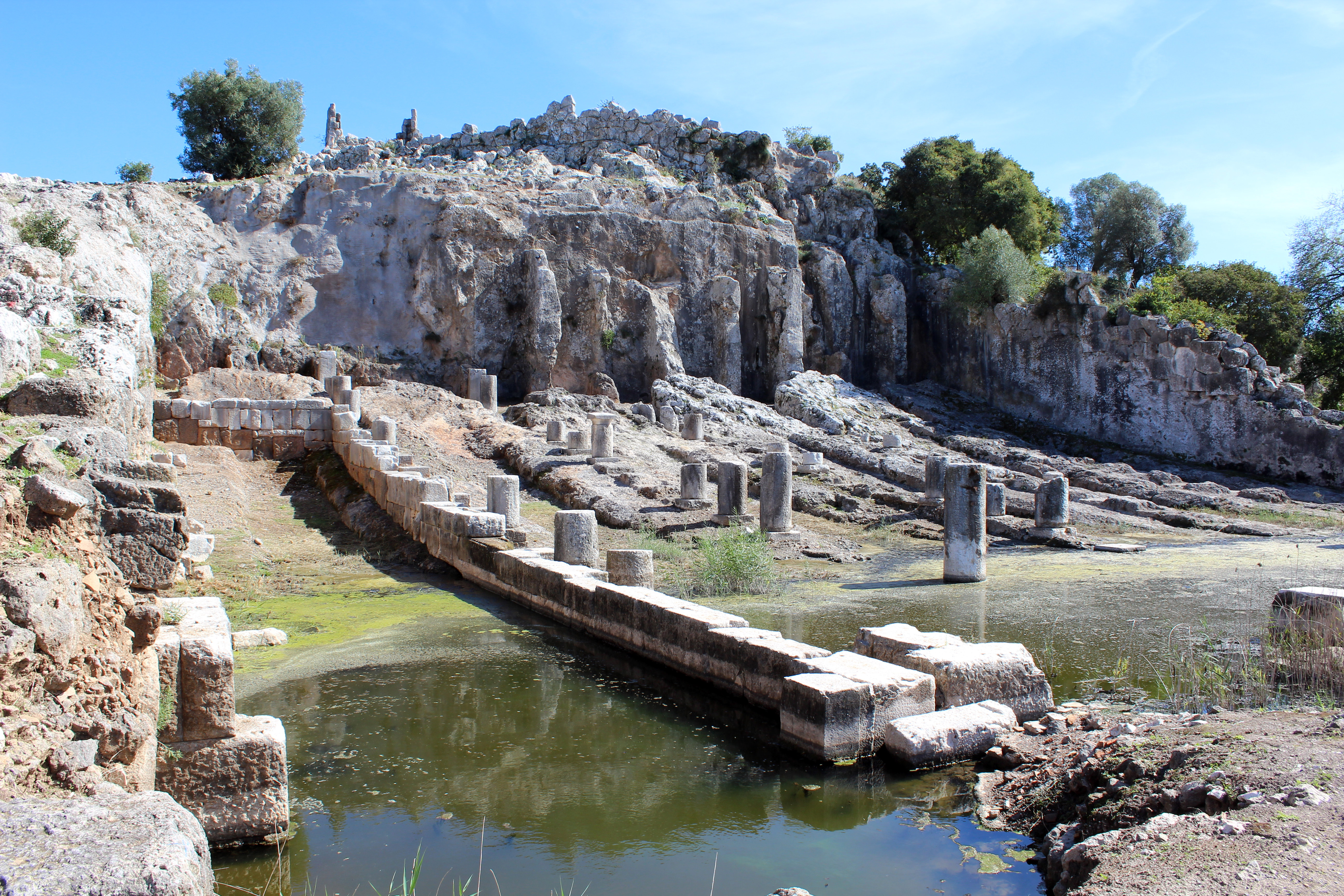
Die antike Schiffswerft.

Die griechische Stadt Oiniadai (altgriechisch Οἰνιάδαι) lag in Akarnanien in der Mündungsebene des Acheloos. Der Name der Stadt ist seit dem 5. Jahrhundert v. Chr. belegt. Sie war ein wichtiger Hafen auf der Route nach Korfu und wechselte im Laufe der Geschichte mehrmals die Bündniszugehörigkeit. Zuerst neigte sie dem Peloponnesischen Bund zu, wurde aber 424 v. Chr. dem Attischen Seebund eingegliedert und gehörte im 4. Jahrhundert v. Chr. auch dem zweiten Seebund an. In hellenistischer Zeit musste sich Oiniadai mit den Ätoliern auseinandersetzen, bis es 218 v. Chr. von Philipp V. für frei erklärt wurde. Von 211 bis 189 v. Chr., während der Römisch-Makedonischen Kriege, geriet die Stadt noch einmal unter ätolische Kontrolle. In römischer Zeit verlor sie ihre strategische Bedeutung, war aber nach den Münzfunden noch im 3. Jahrhundert n. Chr. besiedelt.
1436 besuchte Cyriacus von Ancona die Ruinen. Die Stadt, die im Altertum an der Küste lag, ist heute sieben Kilometer vom Meer entfernt. Sie befindet sich auf dem Gebiet des Gemeindebezirks Iniades der Gemeinde Mesolongi.
Von den archäologischen Überresten ist vor allem die Schiffswerft sehenswert. Gut sichtbar sind sechs in den Felsen gehauene Rampen und Pfeiler, die das Dach stützten. Daneben sind noch die Stadtmauer und Reste des Theaters zu sehen.